# Palazzo Mezzabarba

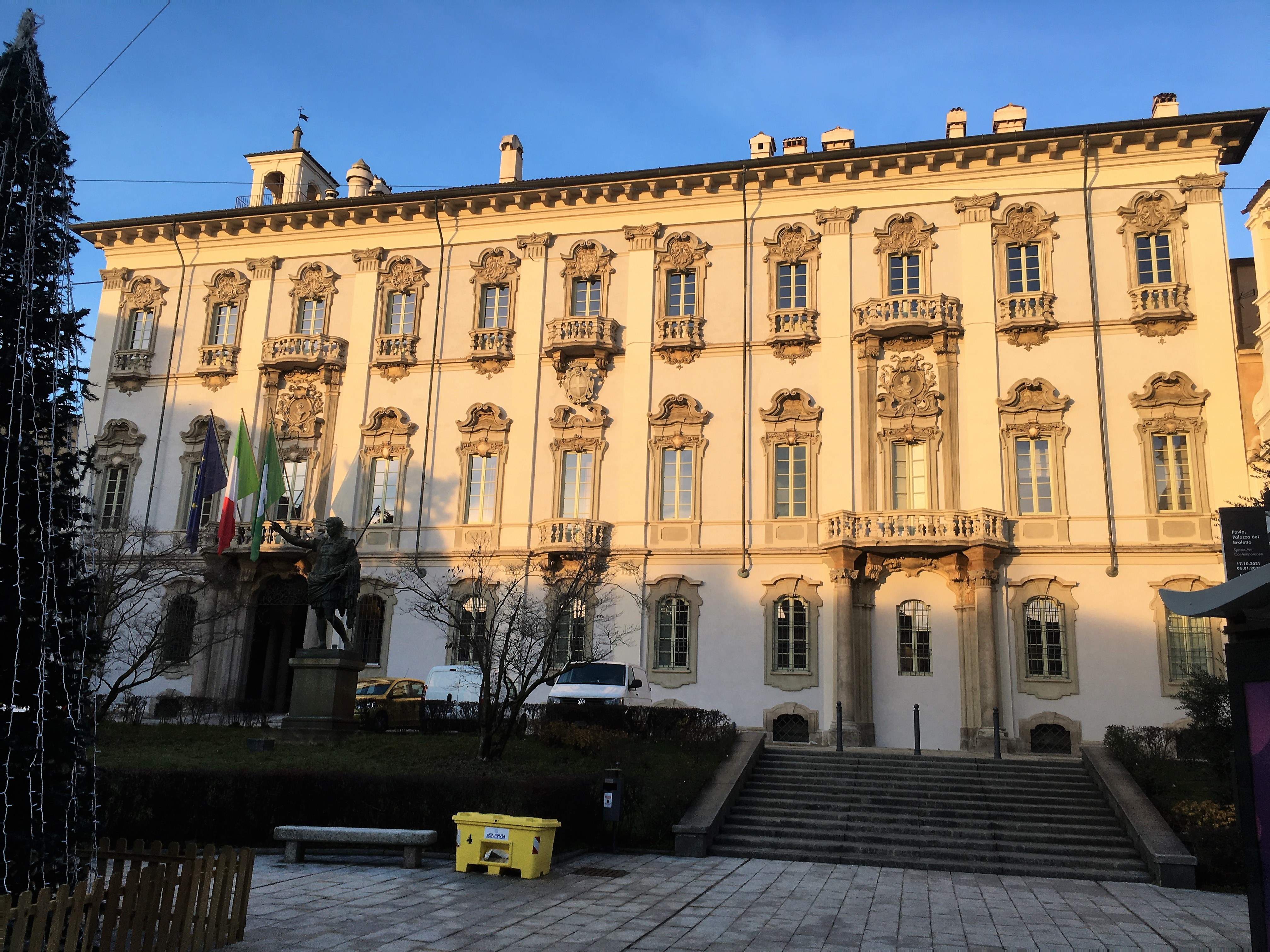
Die Fassade

Der Palazzo Mezzabarba ist ein Palast in Pavia, Lombardei, ein bemerkenswertes Beispiel des lombardischen Rokoko und seit 1875 ist es Sitz des Rathauses von Pavia.

## Geschichte
Die Mezzabarba sind eine adelige ghibellinische Familie aus Pavia, die seit dem 11. Jahrhundert bekannt ist. Bereits im Jahr 1062 wurde Pietro Mezzabarba auf Wunsch des Kölner Erzbischofs Anno II. zum Bischof von Florenz ernannt.
Philipp III. von Spanien verlieh Alessandro Mezzabarba das Lehen von Corvino sowie weitere Gebiete. Zu den bemerkenswerten Mitgliedern der Familie gehören: der Jurist Giovanni Antonio; sein Sohn Giovanni Domenico, Botschafter der letzten Sforza am Hof der Este sowie später Senator und herzoglicher Berater; ein zweiter Giovanni Antonio, Hofgentleman am Hof von Kaiser Karl V. Politonio Mezzabarba, Jurist, wurde 1558 zum Mitglied des Senats des Herzogtums Mailand ernannt und vom König Philipp II. von Spanien mit diplomatischen Aufgaben nach Dole in der Franche-Comté entsandt, wo er 1573 verstarb.
Unter den Schriftstellern ist Francesco Mezzabarba hervorzuheben, ein Numismatiker, der 1683 ein bedeutendes Werk über römische Münzen veröffentlichte, aus dem auch Ludovico Antonio Muratori schöpfte. Ebenso sein Bruder Giovanni Antonio, ein somasker Abt und barocker Dichter.
Zwischen 1726 und 1732 beauftragten die aristokratischen Brüder Girolamo und Giuseppe Mezzabarba den aus Pavia stammenden Architekten Giovanni Antonio Veneroni mit dem Wiederaufbau ihres alten Stadtpalastes aus dem 16. Jahrhundert im damals modischen Rokoko-Stil.
Im Jahr 1726 wurden während der Ausgrabung der Fundamente des Palastes ein Altar aus Gneis aus dem Val d’Ossola, der Mercurius aus dem 1. Jahrhundert n. Chr. gewidmet war, und ein Fragment einer Platte, ebenfalls Mercurius gewidmet, aus dem 2. Jahrhundert n. Chr. entdeckt. Beide werden heute in einem Innenhof des Palazzo Centrale dell’Università di Pavia aufbewahrt.
Neben dem Palast ließ Carlo Ambrogio Mezzabarba – päpstlicher Legat in China, 1719 Patriarch von Alexandria und ab 1725 Bischof von Lodi – im Jahr 1734 eine private Kapelle errichten, die den Heiligen Quiricus und Julitta geweiht wurde.
1796 besetzte das französische Heer unter Napoleon die österreichische Lombardei, und die neuen demokratischen Stadtbehörden beschlossen, den Sitz der Stadtverwaltung in den Palazzo Mezzabarba zu verlegen, wo er bis 1799 blieb.
Der Palast wurde 1872 von der Stadt Pavia erworben und 1875 zum Sitz der Stadtverwaltung, die zuvor im Broletto untergebracht war.

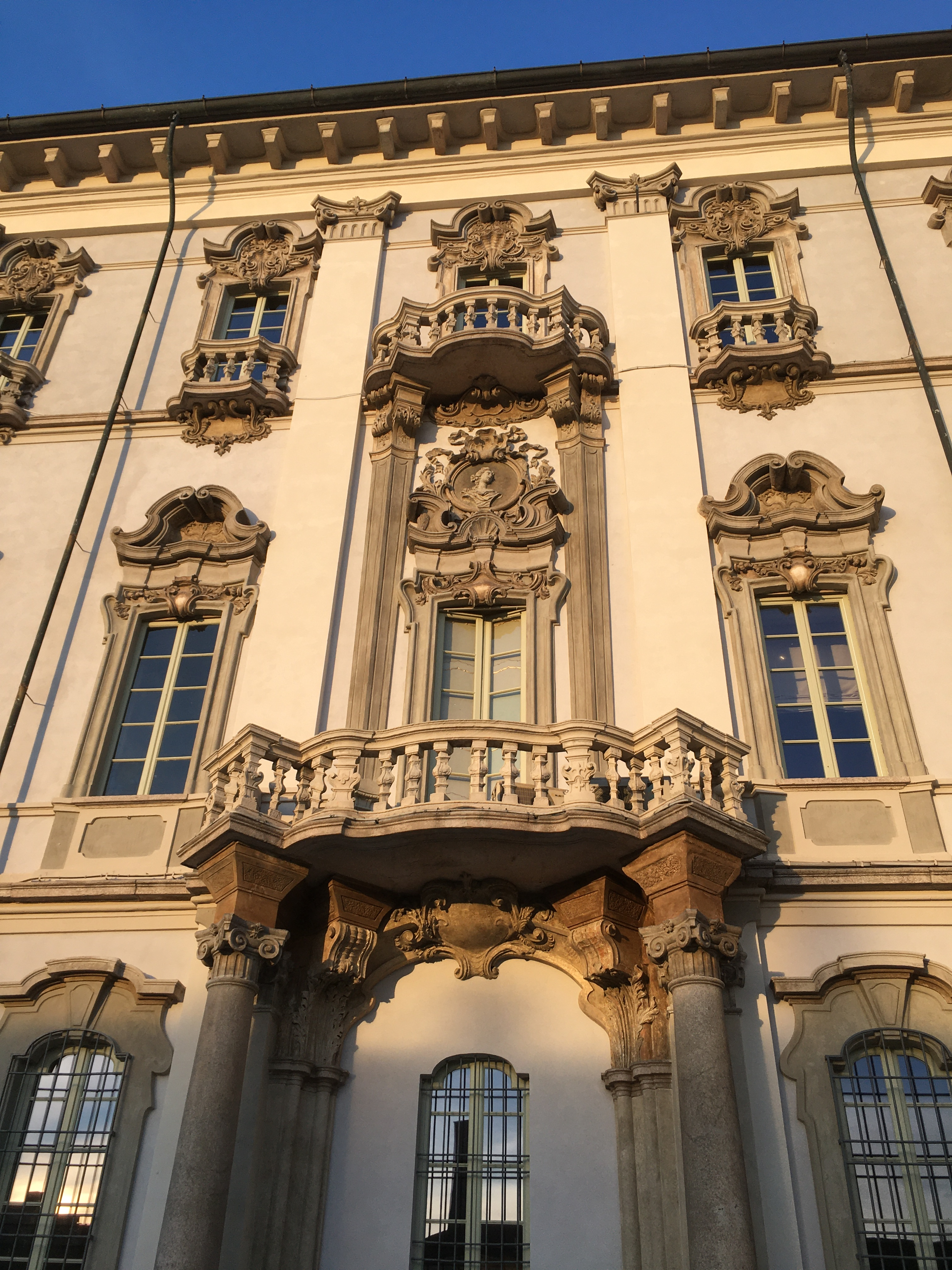
Detail der Fassade.
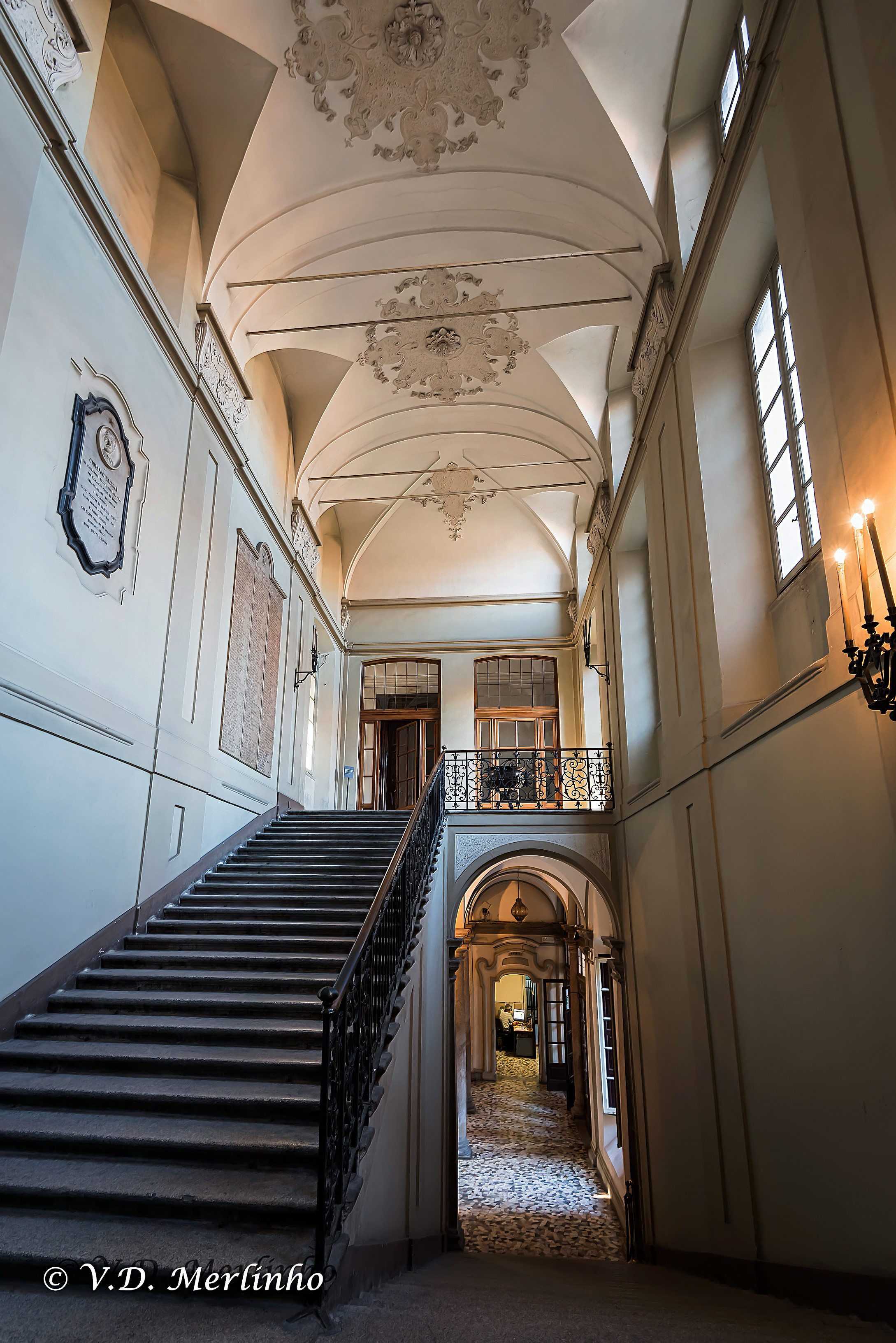
Die Treppe.
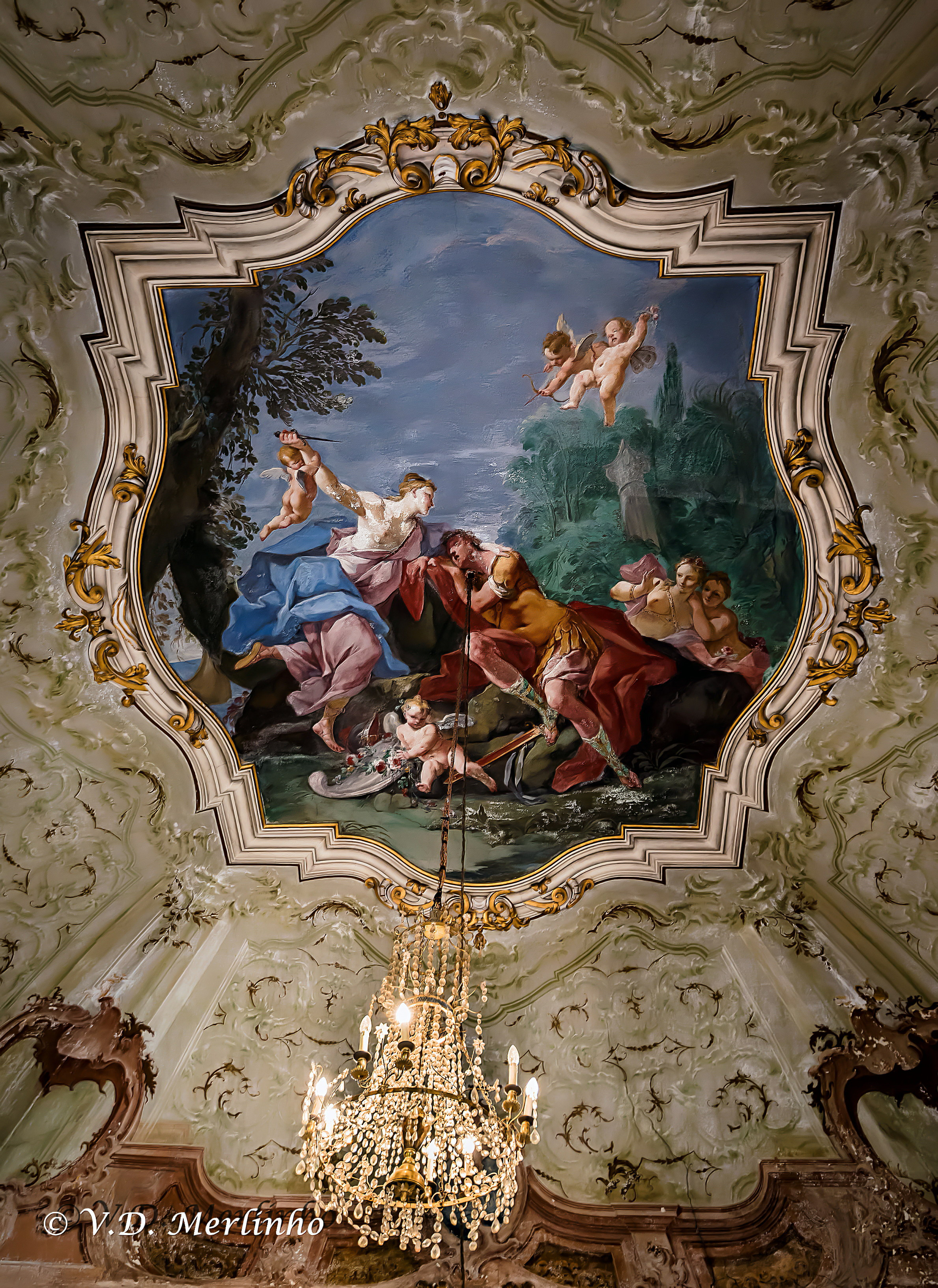
Eine der von Giovanni Angelo Borroni gemalten Decken.
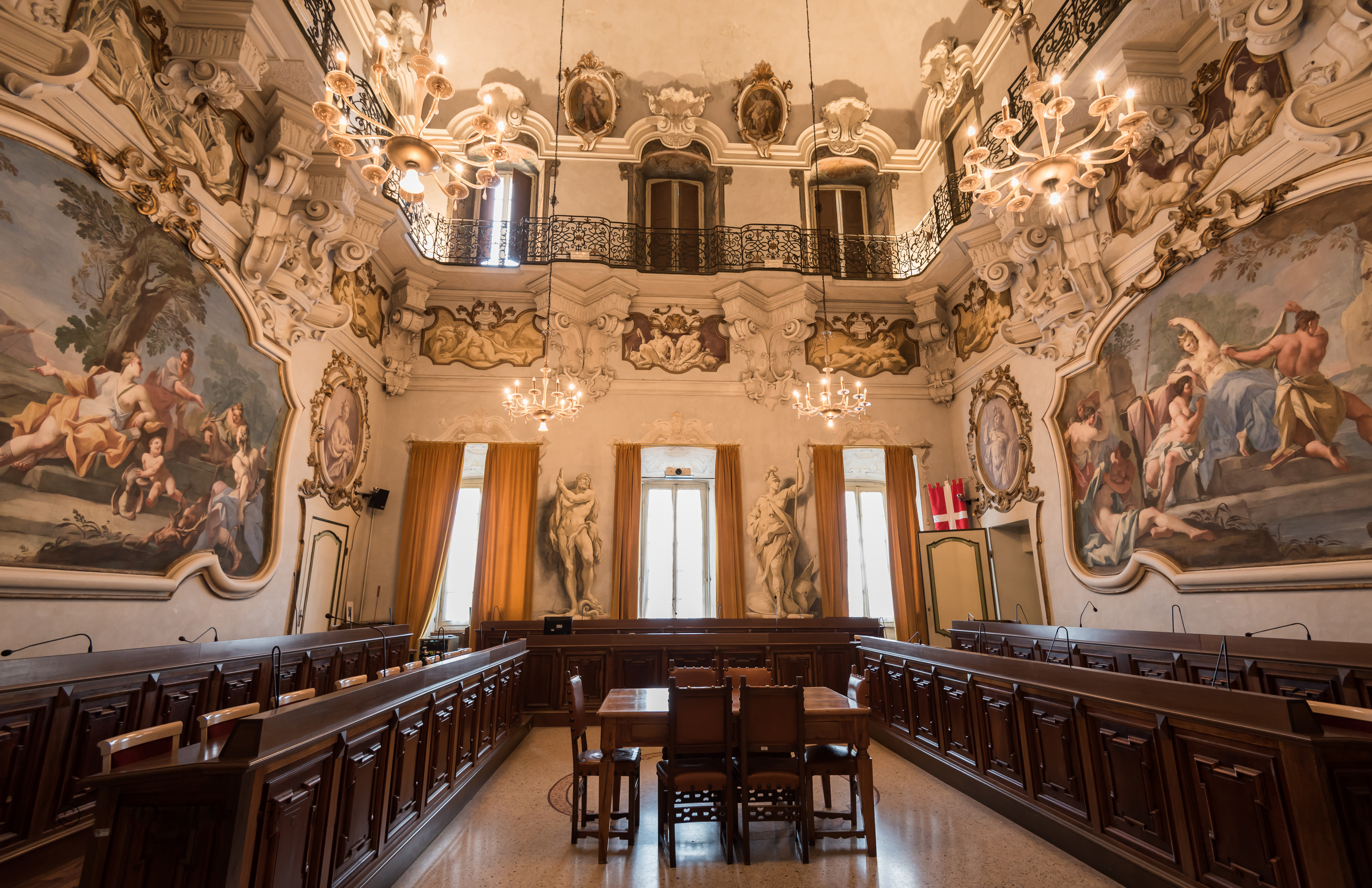
Der Ballsaal, jetzt der Ratssaal der Stadt Pavia. Die obere Galerie war ursprünglich für die Musiker bestimmt.

## Bauwerk
Der Palast hat einen T-förmigen Grundriss und ist um zwei Innenhöfe herum angelegt. Die Fassade, an der sich zwei symmetrische Portale befinden (von denen das rechte nur scheinbar ein Eingang ist), ist mit Säulen und geschwungenen Verzierungen geschmückt, darunter Muschelmotive, die typisch für das Rokoko-Repertoire sind.
Die Fassade des dreistöckigen Gebäudes weist eine Gestaltung auf, die als vorneoklassizistisch bezeichnet werden könnte. Dies zeigt sich in der vertikalen Gliederung durch leicht vorspringende Pilaster, die sich vom Sockel bis zum Gesims unterhalb des Daches erstrecken.
Ursprünglich war der Platz vor dem Palast deutlich schmaler. Erst zwischen 1911 und 1936 wurde er durch den Abriss einer Gruppe von Häusern, die dem Gebäude gegenüberstanden, erweitert, wodurch sich die Sicht auf die Fassade veränderte.
Im Erdgeschoss führt eine Arkade – gegliedert durch Granitsäulen, die paarweise oder in monumentalen Vierergruppen angeordnet sind – zur Ehrentreppe, über die man die Prunksäle des Hauptgeschosses erreicht.
Das Innere des Palastes bewahrt bedeutende Fresken aus dem 18. Jahrhundert, die größtenteils mythologische Themen darstellen. Besonders hervorzuheben sind die Fresken im Ballsaal, in dem sich unterhalb der Decke noch die Empore für die Musiker befindet. Dieser Saal, heute der Sitzungssaal des Gemeinderats, wurde vollständig von Giovanni Angelo Borroni (1684–1172) ausgemalt. Auf der Decke stellte er den Triumph der Künste und Wissenschaften über Laster und Unwissenheit dar, während er die Wände mit fantasievollen Szenen aus den Legenden der Göttin Diana schmückte.
Weitere eindrucksvolle Fresken desselben Künstlers finden sich in anderen Räumen, darunter Iris erscheint Aeolus im Traum, Der Sonnenwagen und Hagar und Ismael. Neben Giovanni Angelo Borroni waren auch Pietro Maggi (1660–1738) und Francesco Maria Bianchi (1689–1757) an der Ausmalung der Repräsentationsräume beteiligt und gestalteten kunstvoll die Gewölbe.

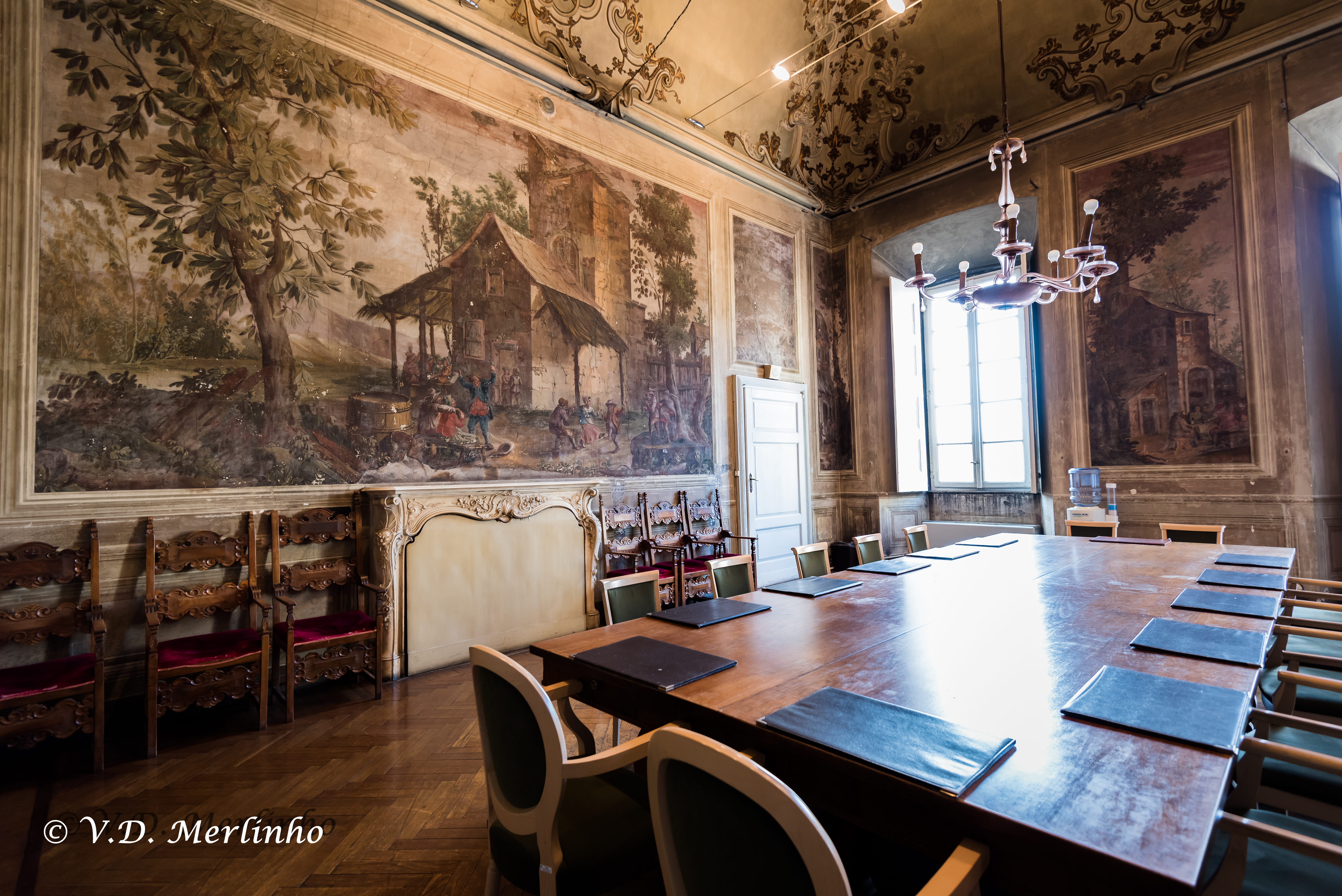
Einer der Säle des Palastes.
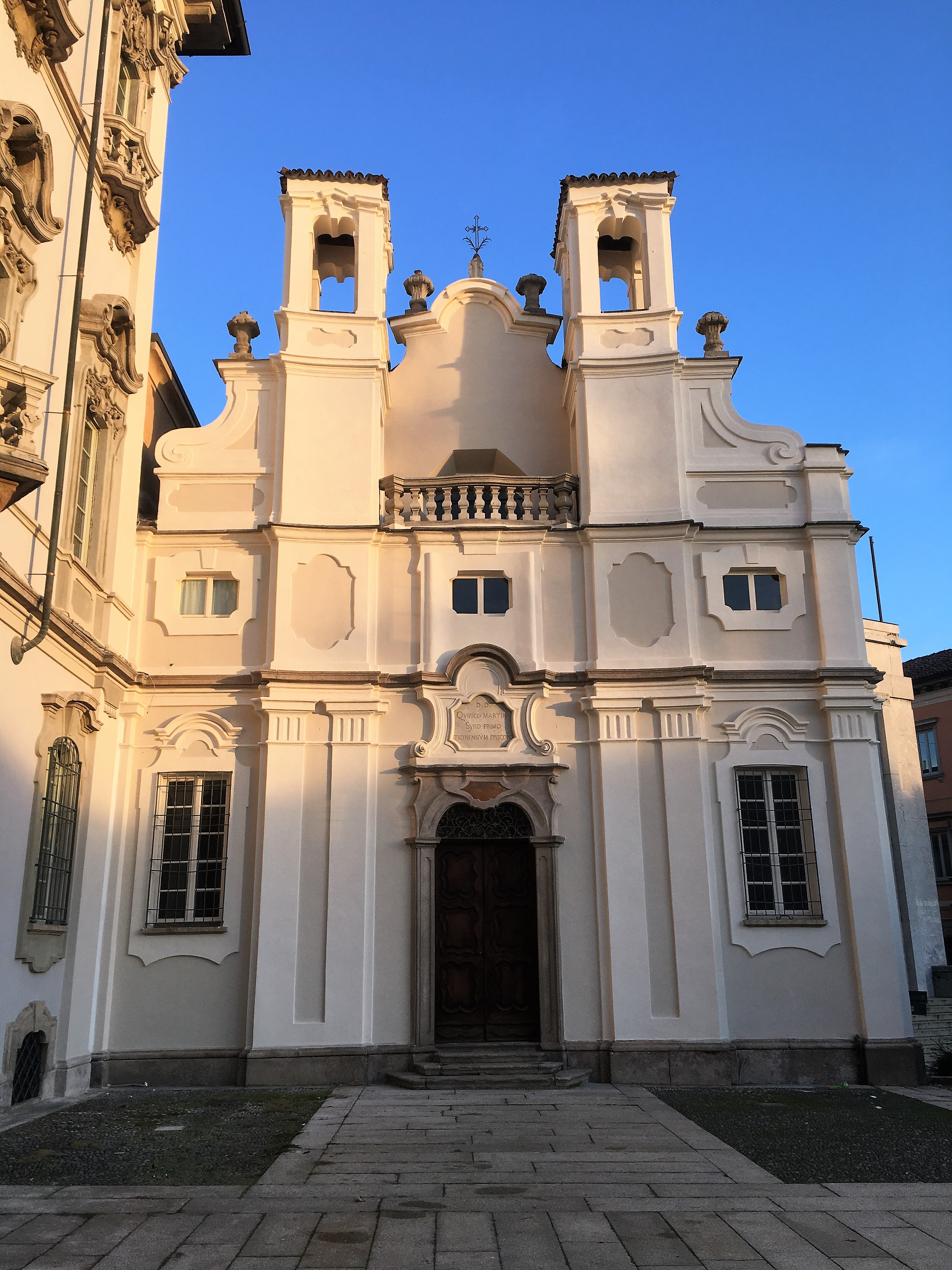
Die Kirche der Heiligen Quiricus und Julitta.
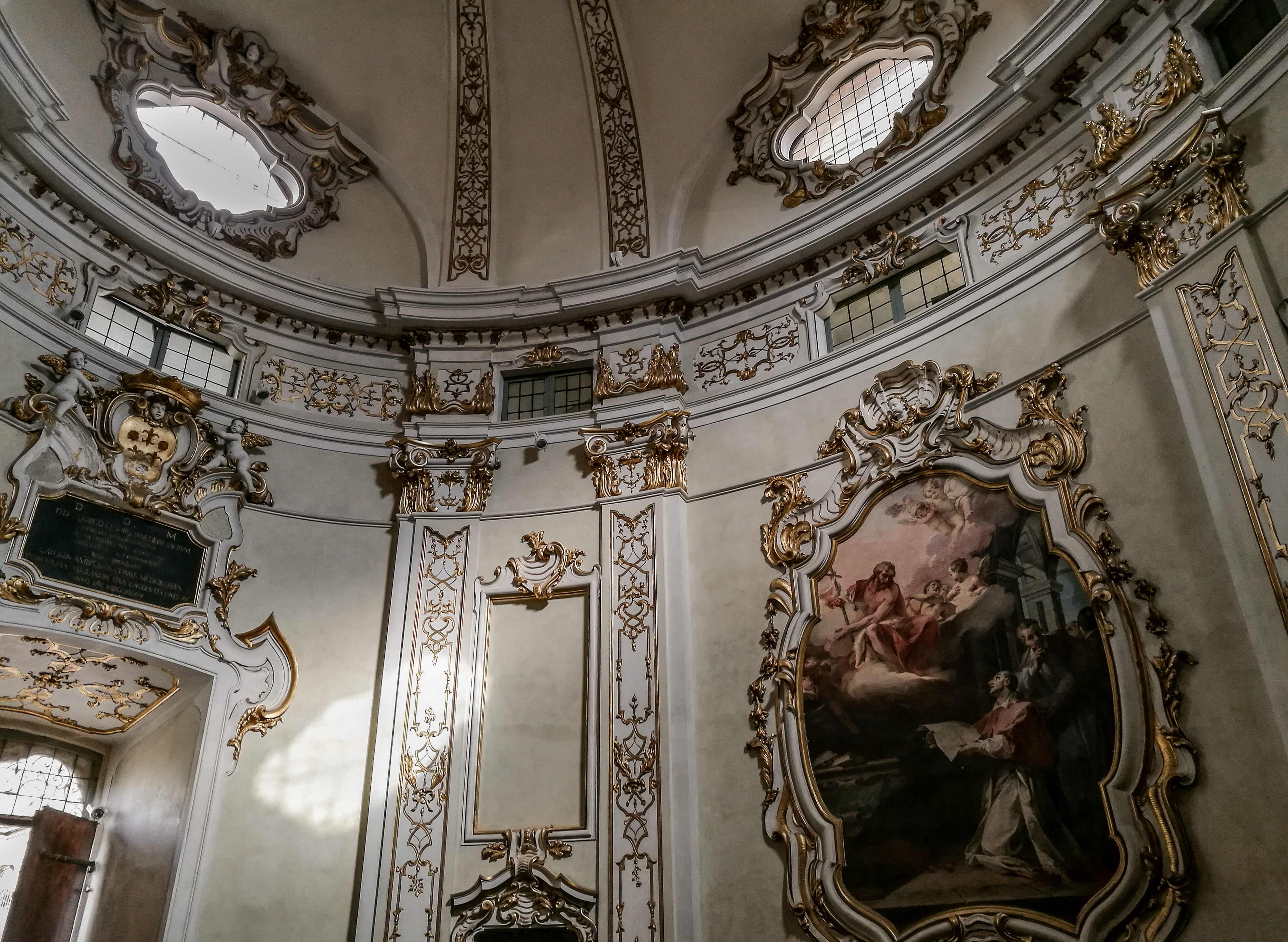
Das Innere der Kirche.

## Santi Quirico e Giulitta
Die Kirche, die zwischen 1733 und 1734 erbaut wurde, ist mit dem Erdgeschoss des benachbarten Palastes verbunden, von dem sie viele dekorative Elemente der Hauptfassade übernimmt, wenn auch in strengerer Form. Die Fassade ist mit zwei kleinen Glockentürmen versehen, die auf das Zentrum des Gebäudes zulaufen und durch einen Balkon miteinander verbunden sind.
Das Innere, mit einem elliptischen Grundriss, ist vollständig mit goldenen Stuckarbeiten verziert. Das Fresko an der Decke, das die Herrlichkeit der Heiligen Quiricus und Julitta darstellt, ist das Werk des Mailänder Malers Francesco Maria Bianchi, während die Wände zwei Fresken von Pietro Antonio Magatti (1691–1767) zeigen, auf denen die Unbefleckte Empfängnis und der heilige Karl Borromäus abgebildet sind. Ebenfalls von Magatti stammt das Altarbild, das das Martyrium der Heiligen Quiricus und Julitta darstellt.